# لاندا ماهی
لاندا ماهی یک ستاره است که در صورت فلکی ماهی قرار دارد.